# Idrija
Idrija (izgovarjava [ˈiːdɾija] (), v starejših virih Zgornja Idrija; nemško (Ober)idria, italijansko Idria)  je mesto s skoraj 6000 prebivalci (5829 leta 2023) v Republiki Sloveniji, je upravno središče in sedež istoimenske občine, krajevne skupnosti ter župnije. Leži v severozahodnem delu Slovenije, na stičišču predalpskega in dinarskega sveta. Mestni predeli so: Lejnštat, Prejnuta, Žabja vas, Riže, Grapa, Pront, Kalvin, Zaspana grapa, Zavila, Podgora, Na Luži, Brusovše, Zagoda, Podroteja, Gasa, Alija in Na Zemlji. 
4 km nižje ob toku Idrijce leži Spodnja Idrija, ki je samostojno naselje, drugo največje v občini Idrija.
Okolica Idrije je bila zaradi razgibanega površja, slabih naravnih možnosti in odročne lege zelo redko poseljena pokrajina. Za širšo okolico Idrije se časa naseljevanja ne more natančno datirati, je pa vendarle jasno, da se je močnejše priseljevanje na to območje začelo šele z odkritjem živega srebra v idrijski kotlini. Konec 15. stoletja, vsaj tako pravi legenda, je škafar na območju današnje Idrije odkril živo srebro. To pa je imelo velik gospodarski, razvojni in poselitveni pomen. Rudnik v Idriji se je hitro širil in pridobival na pomenu, hkrati z njim je rasla tudi Idrija.
Ob izrazito moškem delu v rudniku so ženske doma razvijale svoje ročne spretnosti in kulinariko. Danes so poleg rudnika svetovno znane tudi idrijske čipke in idrijski žlikrofi, ki so tudi evropsko zaščiteni.
Geopark Idrija, ki zaradi izjemne naravne dediščine sodi med najzanimivejše parke v Evropi, obsega celotno območje občine Idrija.
Idrija se ponaša z nazivoma Alpsko mesto leta 2011 in Evropska destinacija odličnosti za leto 2011 (EDEN). Poznana je po drugem največjem rudniku živega srebra na svetu, takoj za španskim Almadenom. Bogata dediščina obeh rudnikov je od 30. junija 2012 umeščena na UNESCOV seznam svetovne dediščine.

## Zgodovina
Po legendi je leta 1490 škafar, izdelovalec lesenih posod, v potoku na območju sedanje Idrije odkril svetlikajočo se snov, za katero se je kasneje ugotovilo, da je živo srebro. Na tem mestu so rudarji v spomin na odkritje že leta 1500 postavili kapelico (in kasneje cerkev Svete Trojice). 
Kmalu so se začeli priseljevati rudarji iz nemških, italijanskih in čeških dežel, ki so iskali rudo. Večjega odkritja ni bilo do 22. junija 1508, ko so rudarji odkrili veliko živosrebno žilo. Zaradi pomembnosti odkritja se na ta dan praznuje praznik Občine Idrija, sv. Ahac, ki goduje na ta dan, pa je postal zavetnik idrijskih rudarjev. Med letoma 1522–1533 je bil zgrajen Grad Gewerkenegg, ki je služil kot rudniški grad za domovanje uprave in skladiščenje živega srebra. 
Rudnik živega srebra se je celotno 16. stoletje postopoma razvijal, vendar zaradi sporov med družbami privatnih podjetnikov ni prišlo do večjega razvoja in vlaganj. Leta 1575 je idrijski rudnik prišel neposredno pod upravo habsburškega dvora, kar je privedlo do razširitve in modernizacije samega podjetja. V 17. stoletju je Idrija prerasla v trg, a je večji vzpon doživela v 18. stoletju. Rudnik se je širil in posodabljal, letno so pridobili med 600 in 700 ton živega srebra, zaposloval pa je 1350 delavcev. Z denarjem od idrijskega rudnika se je pokrilo 5 % proračunskih izdatkov avstrijskega cesarstva. Trg je dobil mestne pravice in se do konca stoletja razvil v drugo največje mesto dežele Kranjske, takoj za Ljubljano. Idrija je pričela dobivati bolj urbano podobo, v tem času je bilo zgrajeno novo žitno skladišče (Magacin) ter gledališče, organizirane so bile tako strokovne kot ljudske šole ter nujno potrebna zdravstvena služba. Na robu mesta na vrhu hriba je locirana Psihiatrična bolnišnica Idrija, ki pokriva tudi celotno Primorsko. 
Ob koncu 18. stoletja je v Idriji živelo okoli 3600 ljudi. V 19. stoletju in vse do prve svetovne vojne je bil rudnik med najuspešnejšimi državnimi podjetji. V času 1. svetovne vojne ter med italijansko okupacijo (1918–1943) je rudnik začel stagnirati, ekonomsko slabše je bilo še med nemško okupacijo (1943–1945). Po vojni so v rudniku stekla obnovitvena dela, v 50. letih je bila izvedena še zadnja modernizacija obratov in naprav. V 60. letih se je začelo zadnje zlato obdobje rudnika, ko so bili tako poslovni kot proizvodni rezultati na zavidljivi ravni. Cene živega srebra na newyorški borzi so bile visoke, leta 1965 je celo padel rekord. Sredi sedemdesetih let se je na živosrebrovem trgu pojavila kriza. Živo srebro, ki se je uporabljalo pri amalgamiranju, v medicini, vojni industriji, elektroindustriji in industriji joda, klora in barv, so počasi začeli nadomeščati z okolju in človeku bolj prijaznimi materiali. Ko je rudnik leta 1977 začasno ustavil proizvodnjo, je bil to velik šok tako za ljudi, ki so z rudnikom živeli ter v njem delali, kot tudi za samo Občino Idrija. Ker se cene živega srebra niso dvignile, so leta 1988 stekla vsa dela, ki so bila potrebna za stalno zaprtje rudnika. 
V Idriji se je v skoraj 500 letih delovanja rudnika izkopalo preko 700 kilometrov rovov. Tu so pridobili 13 % dotedanje svetovne proizvodnje živega srebra oziroma 107.000 ton živega srebra. Idrija je tako drugi največji rudnik živega srebra na svetu, takoj za španskim Almadenom, kjer so pridobili 45 % svetovne proizvodnje živega srebra.

## Geografija

### Lega
Idrija leži v kotlini v osrčju Idrijskega hribovja. Skozi mesto teče reka Idrijca, ki izvira na bližnji Vojskarski planoti. Ob tektonski prelomnici se stikata predalpski in kraški svet, na območju pa se je kot posledica pestre geološke aktivnosti razvilo idrijsko rudišče. V okolici mesta je veliko lesnih in vodnih virov, kar je igralo pomembno vlogo pri delovanju rudnika. Po mestu se imenuje geološki prelom dinarskih smeri, Idrijski prelom, ki je med drugim ustvaril cinobaritno rudišče.

### Rudišče
Idrijsko rudišče se razteza pod površjem Idrije v smeri SZ-JV. V dolžino meri 1500 m, v širino pa od 300 do 600 m. Uvršča se med monomineralna rudišča, kar pomeni, da čistost živega srebra dosega 99,9 %. Rudišče je nastalo pred 230 milijoni let, njegova posebnost pa je samorodno živo srebro, ki se najpogosteje nahaja v obliki kapljic v plasteh skrilavca.

## Znamenitosti
- Antonijev rov (narečno Šelštev) je najstarejši del idrijskega rudnika živega srebra in eden najstarejših še ohranjenih vhodov v rudnik na svetu.
- Grad Gewerkenegg je bil v 16. stoletju zgrajen za potrebe rudniške uprave in skladiščenja živega srebra, danes pa v njem domuje muzej, ki je bil leta 1997 razglašen za najboljši evropski muzej industrijske in tehniške dediščine.
- Nekdanja ljudska šola je bila po izgradnji 1876 ena največjih šolskih stavb na Slovenskem. V njej danes deluje tudi Čipkarska šola s stalno razstavo o idrijski čipki.
- Prva slovenska realka, danes Gimnazija Jurija Vege, ustanovljena leta 1901, je bila prva srednja šola s slovenskim učnim jezikom na slovenskih tleh.
- Idrijska kamšt (1790) je največje leseno pogonsko vodno kolo v Evropi. Poganjalo je črpalko, ki je črpala vodo iz rudnika.
- Idrijska rudarska hiša iz druge polovice 18. stoletja predstavlja značilno bivanjsko okolje nekdanjih rudarskih družin.

- Vstopna stavba jaška Frančiške, sedaj tehniški oddelek Mestnega muzeja Idrija, v katerem so razstavljeni rudniški stroji in naprave iz konca 19.
- Magazin, zgrajen leta 1769, je bil rudniško skladišče, kjer so hranili žito in ga delili rudarjem. Danes v njem deluje Mestna knjižnica in čitalnica Idrija.
- Gledališka stavba, postavljena hkrati z žitnim skladiščem, je znana kot prva namensko zgrajena gledališka stavba na Slovenskem, danes preurejena v kino dvorano.
- Mestna hiša iz leta 1898, reprezentativna secesijska upravna palača – rotovž, je danes sedež občinske uprave. Ob 500-letnici rudnika in mesta so domači umetniki z grafiti okrasili njeno preddverje in sejno dvorano.
- Cerkev sv. Trojice, najstarejša idrijska cerkev iz leta 1500, zgrajena na mestu, kjer naj bi škafar leta 1490 odkril živo srebro.
- Idrijski Feldbahn, ozkotirna železnica, zgrajena med 1. svetovno vojno.

## Kultura
Rudnik je Idriji omogočil tudi razvoj izobraževalnih in kulturnih ustanov, ki so Idrijčanom zagotovile znanje in omiko. Rudarstvo pa je v mesto pripeljalo tudi čipko, ki so jo razvijale idrijske klekljarice s svojim občutkom za estetiko in dodaten zaslužek. Začetki šolstva v Idriji so povezani s protestanti, ki so proti koncu 16. stoletja v Idriji ustanovili prvo šolo. V Idriji so korenine slovenskega strokovnega šolstva: rudnik je namreč leta 1728 ustanovil tehniško in zemljemersko šolo. Leta 1901 pa je bila v Idriji ustanovljena prva realka s poukom v slovenskem jeziku, danes Gimnazija Jurija Vege. 
V Idriji je ohranjena najstarejša gledališka stavba na Slovenskem, ki so jo zgradili okrog leta 1770.
Od leta 1953 v Idriji deluje Mestni muzej Idrija, ki ima sedež na idrijskem gradu. V muzeju je predstavljena 500-letna zgodovina meste Idrije in rudnika živega srebra, večji poudarek pa je namenjen idrijski čipki in 20. stoletju. Obenem si je možno ogledati jašek Frančiške z obnovljenimi rudniškimi stroji, kamšt in rudarsko hišo. 
V 90. letih je bil urejen muzej na prostem rudniški muzej Antonijev rov, ki omogoča turistični ogled nekdanjega rudnika.  
Vojni muzej Idrija predstavlja vojaško zgodovino od leta 1900 do leta 1991. Zajeta so obdobja prve in druge svetovne vojne in osamosvojitvene vojne za Slovenijo. Predstavljeni so originalni eksponati: oprema vojakov, uniforme, orožje, kape, čelade, odlikovanja.
V Idriji so tri galerije, v katerih se postavlja različne začasne razstave, in sicer: Galerija Nikolaja Pirnata na Grad Gewerkenegg, Galerija sv. Barbare v kripti cerkve sv. Barbare ter Galerija pri Črnem orlu na Mestnem trgu.
Idrija se ponaša z eno najstarejših godb na pihala v Sloveniji - Godbenim društvom rudarjev Idrija. Najstarejša, doslej znana omemba godbe v Idriji je iz Valvasorjeve Slave Vojvodine Kranjske, ki omenja nastop godbe-muzikantov 15. septembra 1686. Pokojni profesor in muzejski delavec Janko Trošt je prišel celo do letnice 1665.

### Idrijska čipka
Idrijska čipka je pomemben del slovenske kulturne dediščine, ki se je skozi čas ohranjala in razvijala. 
Je spomenik iznajdljivosti, inovativnosti, vztrajnosti, natančnosti in potrpežljivosti. Lastnosti, ki so bile in so še skupne avtorjem vzorcev za klekljanje, klekljaricam, ponudnikom in uporabnikom čipk. Idrijčani veščino klekljanja idrijske čipke, eno najzahtevnejših ročnih spretnosti, ohranjajo živo in prisotno tudi z vsakoletnim tradicionalnim mednarodnim Festivalom idrijske čipke. Na državnem tekmovanju v klekljanju za priznanje Ivanke Ferjančič se pomerijo v klekljanju tako otroci kot tudi odrasli.

### Večji kulturni dogodki
Festival idrijske čipke je mednarodna etnološka, gospodarska, kulturna, izobraževalna in zabavna prireditev v Idriji, kot uvod v poletne dni. Mesto v tem času obiščejo vsi, ki jih idrijska čipka vedno znova navdušuje. Festivalski dogodki se odvijajo na različnih lokacijah v Idriji.
Tango festival je sedaj že tradicionalen festival, ki ga v mesecu juliju organizira DGLG (Društvo glasbenikov in ljubiteljev glasbe). Festival običajno gosti različne glasbene izvajalce, še nepriznane, tiste, ki si glasbeno pot šele utirajo, pa tudi tiste, ki so znani po Sloveniji in svetu.

### Kulinarika
Idrija z okolico ponuja značilne jedi, sladice in pijače. Idrijski žlikrofi, pripravljeni iz testa in polnjeni s krompirjevim nadevom, so s svojo značilno obliko zaščitena praznična jed idrijskih gospodinj, pogosto na jedilniku državniških protokolarnih dogodkov. Največkrat so postreženi z bakalco - jedjo iz ovčjega mesa in zelenjave. Druge značilne idrijske jedi so zeljševka, ocvirkovca, smukavc in štruklji. Ob vsaki hiši v mestu je nekoč rasel pelinov grm. Rudarji so pelin kuhali in »pelinovko« mešali s špiritom v geruš, pelinovo grenčico.

## Gospodarstvo
Še pred drugo svetovno vojno je bila Idrija izrazito rudarsko mesto. Rudnik je bilo najpomembnejše podjetje v dolini in vse druge dejavnosti so bolj ali manj služile rudniku ter rudarskim družinam. Ženske se načeloma niso zaposlovale, skrbele so za dom in družino ter klekljale in na ta način prispevale v družinsko blagajno. Ker Idrija leži sredi gozdov in ker je bila skrb za gozdove vedno pomembna tudi za rudnik, je v mestu uspešno delovalo državno gozdarsko podjetje. Drugih proizvodnih obratov v Idriji in okolici ni bilo. 
Prva leta po drugi svetovni vojni so bila namenjena obnovi. Po dokončani obnovi pa se je v Idriji, sicer dokaj pozno, pa vendar, le začela industrializacija. V 50. letih se je obrtno podjetje Mizarnica preoblikovalo v lesno industrijsko podjetje. Nastalo je nekaj novih gospodarskih organizacij, kot so npr. Simplex (kasnejši IMP), konfekcijski obrat podjetja Labod, Tovarna učil itd. Leta 1963 je bilo v Idriji ustanovljeno podjetje Kolektor. Ko je leta 1977 Rudnik živega srebra Idrija prenehal z delom, je bilo v Idriji že kar nekaj obratov, ki so bili dovolj razviti, da so lahko sprejeli odvečno delovno silo, ki se je nenadoma pojavila na idrijskem trgu dela. Danes med največja podjetja v idrijski občini spadata Kolektor in Hidria. Zaradi močne industrije se lahko občina Idrija pohvali z eno najnižjih stopenj brezposelnosti v Sloveniji, leta 2010 je bilo med aktivnimi prebivalci občine 5,7 % registriranih brezposelnih oseb. 

## Turizem
Leta 1953 je bil ustanovljen Mestnega muzeja Idrija, ki je dobil v upravljanje grad Gewerkenegg. O možnostih turističnega razvoja se je resneje začelo razmišljati po zaprtju rudnika leta 1987. Po podatkih Statističnega urada RS je bilo leta 2012 v občini Idrija 11.859 prenočitev. Glavna upravnika objektov sta Mestni muzej Idrija in občina.

### UNESCO
Odbor za svetovno dediščino je 30. junija 2012 na zasedanju v Sankt Peterburgu vpisal na Seznam svetovne dediščine nominacijo Slovenije in Španije »Dediščina živega srebra: Almadén in Idrija«. Gre za tehniško dediščino, povezano z rudišči v dveh rudarskih mestih Almadén (Španija) in Idrija (Slovenija), kjer sta bila do nedavnega aktivna največja rudnika živega srebra. V teh dveh rudnikih pridobljeno živo srebro se je v južnoameriških rudnikih srebra in zlata v procesu amalgamacije uporabljalo za pridobivanje teh žlahtnih kovin, ki so se kot bogastvo vračale v Evropo in omogočale razvoj gospodarstva, znanosti, umetnosti.
Na Seznam vpisana dediščina v Idriji zajema dediščino rudnika in rudarjenja v najširšem pomenu te besede: rudišče, rove, jaške, industrijske stavbe, profano in sakralno arhitekturo. Tako na področju Idrije vključuje Antonijev rov, Grad Gewerkenegg, jašek Frančiške z obnovljenimi rudniškimi stroji in napravami, kamšt, topilnico, klavže, rudniško žitno skladišče in rudniško gledališče, idrijsko rudarsko hišo, staro mestno jedro …

### Geopark Idrija
Leta 2008 se je na pobudo Rudnika živega srebra Idrija in Občine Idrija začel oblikovati Geopark Idrija, ki je bil ustanovljen leta 2010. Geopark, ki zajema območje skoraj celotne občine Idrija, je bil septembra 2013 uvrščen v evropsko in svetovno mrežo geoparkov kot 55. član. Tako je bil priznan mednarodni pomen idrijske geološke dediščine. Geopark želi promovirati geološko dediščino skozi razne projekte, delavnice za otroke, s čimer želi približati okolje prebivalcev in drugim obiskovalcem.

## Šport in rekreacija
Idrija z okolico nudi številne možnosti za oddih in sprostitev, tako za športne kot tudi za rekreativne dejavnosti. V poletnih mesecih je predvsem priljubljena zgornja dolina reke Idrijce, ki ponuja kopanje in ohladitev. Pri naselju Idrijska Bela je urejeno tudi letno kopališče Na Lajštu. Idrijsko je primerna za vse ljubitelje lova in ribolova ter gobarje in zeliščarje. drijsko ozemlje prečkajo Slovenska planinska transverzala, Slovenska geološka pot ter mednarodna Via Alpina.
Skozi Idrijo poteka kolesarska dirka Maraton Franja. Že nekaj let je v Idriji organizirana trasa dirke v rallyju, ki poteka po ulicah mesta in tehnično zahtevnih hitrostnih preizkušnjah v njeni okolici.
22. junija 2021 je bila znotraj občine ustanovljena tudi Športna zveza Idrija, ki povezuje športna društva, pomaga pri pridobivanju sredstev za obnovo športne infrastrukture ter organizira športne dogodke.

## Prometne povezave
Skozi mesto poteka glavna cesta št. 102, ki povezuje Logatec (in preostalo osrednjo Slovenijo s Posočjem. Idrija je od prestolnice, Ljubljane, oddaljena 59 km. Povezave z ostalimi večji kraji: Škofja Loka je od Idrije oddaljena 41 km, Tolmin 45 km in Nova Gorica 63 km.
Najboljše avtobusne povezave so z Ljubljano, od tam v Idrijo med tednom pripelje devet avtobusov dnevno, ob vikendih in praznikih pa sedem.

## Osebnosti iz občine Idrija
V Idriji se je rodilo ali delovalo mnogo znanih osebnosti, med njimi tudi:
- Stanko Bloudek, slovenski letalski konstruktor, graditelj Planice in prvega slovenskega osebnega avtomobila
- Giovanni Antonio Scopoli, italijanski biolog in zdravnik
- Pavla Jerina Lah, slovenska zdravnica, vodja Partizanske bolnice Pavla
- Jože Felc, psihiater in slovenski pisatelj
- Alfred Bogomir Kobal, rudniški zdravnik, častni občan
- Damjan Meško, kirurg, zdravnik slovenskih himalajskih odprav, častni občan
- Anton Alojzij Wolf, ljubljanski rimokatoliški knezoškof, mecen velikega slovensko-nemško-slovenskega slovarja
- Franc Kavčič, ljubljanski škof
- Balthasar Hacquet, francoski naravoslovec
- Luka Rupnik, slovenski košarkar
- Fran Milčinski, idrijski sodnik in pisatelj (roman Muhoborci, predhodnik Butalcev, ima Idrijo za vzor)
- Aleš Čar, slovenski pisatelj
- Ivanka Ferjančič, slovenska učiteljica čipkarstva
- Pier Paolo Pasolini, italijanski pisatelj
- Vladimír Karfík, češki arhitekt
- Zorko Prelovec, slovenski skladatelj
- Jožef Mrak, slovenski jamomerec, geodet, kartograf
- Henrik Freyer, slovenski botanik, farmacevt, kartograf in naravoslovec
- Eva Lucija Cecilija Viktorija Emilija Kraus, ljubimka Napoleona Bonaparteja
- Nikolaj Pirnat, slovenski kipar, slikar, ilustrator, književnik
- Ivan Vavpotič, profesor risanja na realki, Pirnatov učitelj
- Lud(o)vik Grilc, slikar
- Matevž Trpin, slikar
- Rudolf Skočir, akademski slikar in ilustrator, častni občan
- Mihael Arko, slovenski duhovnik, publicist in organizator
- Franc Saleški Finžgar, kaplan v Idriji, pisatelj
- Janez Frančišek Gnidovec, kaplan v Idriji, RK škof v Prizrenu in Skopju, blagoslovil sv. mater Terezijo ob odhodu v Indijo
- Janez Filipič, duhovnik v Idriji, graditelj župnijske cerkve
- Darko Peljhan, slovenski voznik rallyja
- Aleks Humar, slovenski voznik rallyja
- Rok Turk, slovenski voznik rallyja
- Jan Tratnik, slovenski kolesar
- Žiga Frelih, nogometni vratar
- Boštjan Frelih, nogometaš
- Boris Frelih, nogometni trener
- Adam Gnezda Čerin, nogometaš
- Jože Čar, geolog

## Mednarodno sodelovanje
Idrija je pobratena ali sodeluje z več mesti. 
| - Aumetz, Francija - Lepoglava, Hrvaška - Almaden, Španija - Mojkovac, Črna Gora - San Louis Potosi, Mehika - Minamata, Japonska |